# Fortu Sánchez
Fructuoso Sánchez Prado (Burgos, 24 de abril de 1954), más conocido como Fortu, es un cantante y compositor español de la banda de heavy metal Obús, creada en Madrid en 1981.

## Biografía
Fortu nació en Burgos, pero se crio en Vallecas (Madrid). A los pocos años de edad ya manifestaba su pasión por la música, lo que llevó a sus padres a regalarle, en su primera comunión, su primera guitarra española. A los 15 años de edad formó su primera banda, Nudo. Tras esta banda, con la cual no obtuvieron los resultados esperados, creó una nueva banda mucho más profesional que la anterior, Luz. Cuando estaba en el mejor momento, tuvo que dejar de lado su vida musical durante unos meses, para hacer el servicio militar obligatorio en el cual coincidió con Rosendo Mercado.
Al finalizar esta parte de su vida, siguió pasando por numerosas bandas musicales como Axares o Virginia and the crazy band, pero fue en su llegada a Union Pacific cuando comenzó a componer sus propias canciones y donde conoció a Francisco Laguna, Juan Luis Serrano y Fernando Sánchez, quienes más tarde pasarían a formar parte de su banda de toda la vida: Obús.
Tras varios años de éxito con Obús decidieron tomarse un descanso y fue entonces cuando Fortu decidió lanzarse en su primer proyecto en solitario.
Entre 1995 y 1996 formó parte de la banda Saratoga, la cual abandonó para volver a sus orígenes con Obús tras dos discos grabados.
A principios de 2000 emprende su segundo proyecto en solitario grabando un nuevo disco en Bilbao en los estudios de Carlos Creator.

## Discografía

### En solitario
- Tras tus huellas (2014).

### Con Obús
- Prepárate (1981).
- Poderoso como el trueno (1982).
- El que más (1984).
- Pega con fuerza (1985).
- Dejarse la piel (1986).
- En directo 21-2-87 (1987).
- Otra vez en la ruta (1990).
- Desde el fondo del abismo (2000).
- Cuando estalla la descarga (recopilatorio, 2001).
- Segundos fuera (2003).
- Vamos muy bien (recopilatorio, 2006).
- Cállate! (2012).
- De Madrid al infierno (directo, 2012).
- Sirena de metal (maquetas de sus primeros años, 2014).
- Siente el Rock and Roll (recopilatorio con 4 temas nuevos, 2015).
- Con un par (2019)

### Con Saratoga
- Saratoga (1995).
- Tributo (1996).

## Apariciones en televisión
Además de por su carrera musical, Fortu es conocido por el gran público por sus numerosas apariciones en televisión desde 2012, tras acudir como defensor de su hija Ariadna Sánchez por su participación en el popular programa de telerrealidad Gran Hermano, pero, posteriormente el músico también ha sido el protagonista de otros programas del mismo género en la cadena privada de Telecinco.
En 2013 participó ¡Mira quién salta!, en Telecinco, en el que quedó como séptimo finalista. En 2015, concursó en Supervivientes, siendo el décimo expulsado de la edición tras 77 días de concurso, en ese mismo año apareció en Cámbiame Premium, haciéndose un cambio en su estilo de vestimenta y apariencia física.
En 2018 participó en el programa de Cuatro, Ven a cenar conmigo, donde comparte mesa con Alba Carrillo , Antonia Dell'Atte y Óscar Martínez, siendo ganador de la edición junto a Antonia Dell'Atte . Ese mismo año, acudió de invitado a la séptima edición de Tu cara me suena, imitando a Camilo Sesto.
En enero de 2019 entra a la casa de Guadalix de la Sierra para concursar en Gran Hermano Dúo junto a su mujer Yolanda, siendo el quinto expulsado de la edición tras 37 días de convivencia.